# Peter Bolliger
Peter Bolliger (Bázel, 1937. május 18. – 2024. március 18.) olimpiai és Európa-bajnoki bronzérmes svájci evezős.

## Pályafutása
Az 1968-as mexikóvárosi olimpián bronzérmet szerzett kormányos négyesben társaival. 1965-ben és 1969-ben ugyanebben a versenyszámban Európa-bajnoki harmadik helyezést ért el.

## Sikerei, díjai
- Olimpiai játékok – kormányos négyes
  - bronzérmes: 1968, Mexikóváros
- Európa-bajnokság – kormányos négyes
  - bronzérmes (2): 1965, 1969